# ادگار
ادگار (انگلیسی: Edgar) یک اپرای درام در ۳ پرده از جاکومو پوچینی آهنگساز و تصنیف پرداز مشهور ایتالیایی است که لیبرتو آن اثر فردیناندو فونتانا و بر اساس نمایش‌نامه‌ای از آلفرد دو موسه است. نخستین اجرای این اثر پوچینی مربوط به ۲۱ آوریل سال ۱۸۸۹ میلادی در تئاتر لا اسکالا میلان می‌باشد. این اپرا، اپرایی چندان موفق نبود و پوچینی چندین مرتبه تجدیدنظرهایی در بخش‌های آن اعمال نمود.
ادگار، دومین اپرای پوچینی، به‌ازای یک سفارش از ناشر ریکوردی پس از استقبال موفق از اولین اثر روی صحنه‌اش له ویلی، ساخته شد.
داستان تحت تأثیر تنهوزر اثر واگنر قرار دارد. چرا که هر دو دربارهٔ شوالیههای قرون وسطایی هستند که درگیر دوراهی بین زندگی لذت‌جویانه و عشق ایده‌آل هستند. ادگار «بین عشق مقدس فیدلیا و عشق کفرآمیز تیگرانا دوجان گرفتار است»؛ قهرمان واگنر نیز خود را به ونوس می‌سپارد در حالی که برای عشق الیزابت دلتنگ است. شخصیت کولی‌مانند تیگرانا همچنین با ضدقهرمان کارمن بیزه همخوانی دارد.
نسخه اصلی چهار پرده داشت و با استقبال سردی روبرو شد. در ژانویه ۱۸۹۰، ریکوردی نسخه بازنگری‌شده‌ای منتشر کرد که شامل پایانی متفاوت برای پرده ۲ بود. در پاییز ۱۸۹۱، پوچینی دوباره اثر را بازنگری کرد و پرده آخر را حذف کرد و نسخه‌ای سه‌پرده‌ای تولید کرد که در سال ۱۹۰۵ دوباره بازنگری شد.
در این شکل نهایی، اپرا حتی کمتر از ساختار چهار پرده‌ای اصلی‌اش موفق بود! برخی از موسیقی‌هایی که در سال ۱۸۹۱ حذف شدند، در توسکا دوباره استفاده شد و به یک دوئت زیبا در پرده ۳ تبدیل شد. مرثیه‌ای از پرده ۳ در مراسم تشییع جنازه پوچینی نواخته شد، که توسط آرتور توسکانینی رهبری می‌شد و آواز"Addio, mio dolce amor" («خداحافظ، عشق شیرین من») از همان پرده خوانده شد.

پوچینی در نهایت از ادگار دست کشید و در سال‌های بعد به شدت این اثر را رد کرد. او نوشت:
این یک ارگانیزم ناقص از نظر دراماتیک بود. موفقیت آن زودگذر بود. اگرچه می‌دانستم که چند صفحه نوشته‌ام که به اعتبار من افزوده می‌شود، که البته کافی نیست - به عنوان یک اپرا نمی‌توان آن را پذیرفت. پایه یک اپرا موضوع و نحوهٔ پرداخت آن است. در نوشتن اپرای ادگار، به یاد دوستم فونتانا، اشتباهی مرتکب شدم که این بیشتر تقصیر من بود تا او.

## نگارخانه

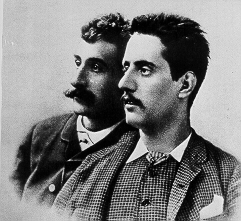